# Scheurleer & Zoonen
Scheurleer & Zoonen was een bankiershuis in Den Haag, opgericht in 1804 door Willem Scheurleer. In de loop van de 19de eeuw groeide Scheurleer & Zoonen uit tot een bankiershuis met ruim 160 werknemers. Scheurleer was de huisbankier van het koningshuis en veel rijke Haagse families. In 1881 werd een tweede kantoor geopend in Scheveningen.
In 1915 werd Scheurleer & Zoonen lid van de Amsterdamse Effectenbeurs. In 1921 nam Constant Willem Lunsingh Scheurleer de directeursfunctie over van zijn vader Daniël François Scheurleer.
De bank is vanwege de economische recessie op 11 april 1932 geliquideerd en door de Incasso Bank overgenomen. Het faillissement had ook consequenties voor de privébezittingen van Lunsingh Scheurleer. De muziekcollectie en bibliotheek uit het Muziekhistorisch Museum Scheurleer werden aangekocht door de gemeente die het onderbracht in het Gemeentemuseum Den Haag en de Koninklijke Bibliotheek.